# Roldan de Argote

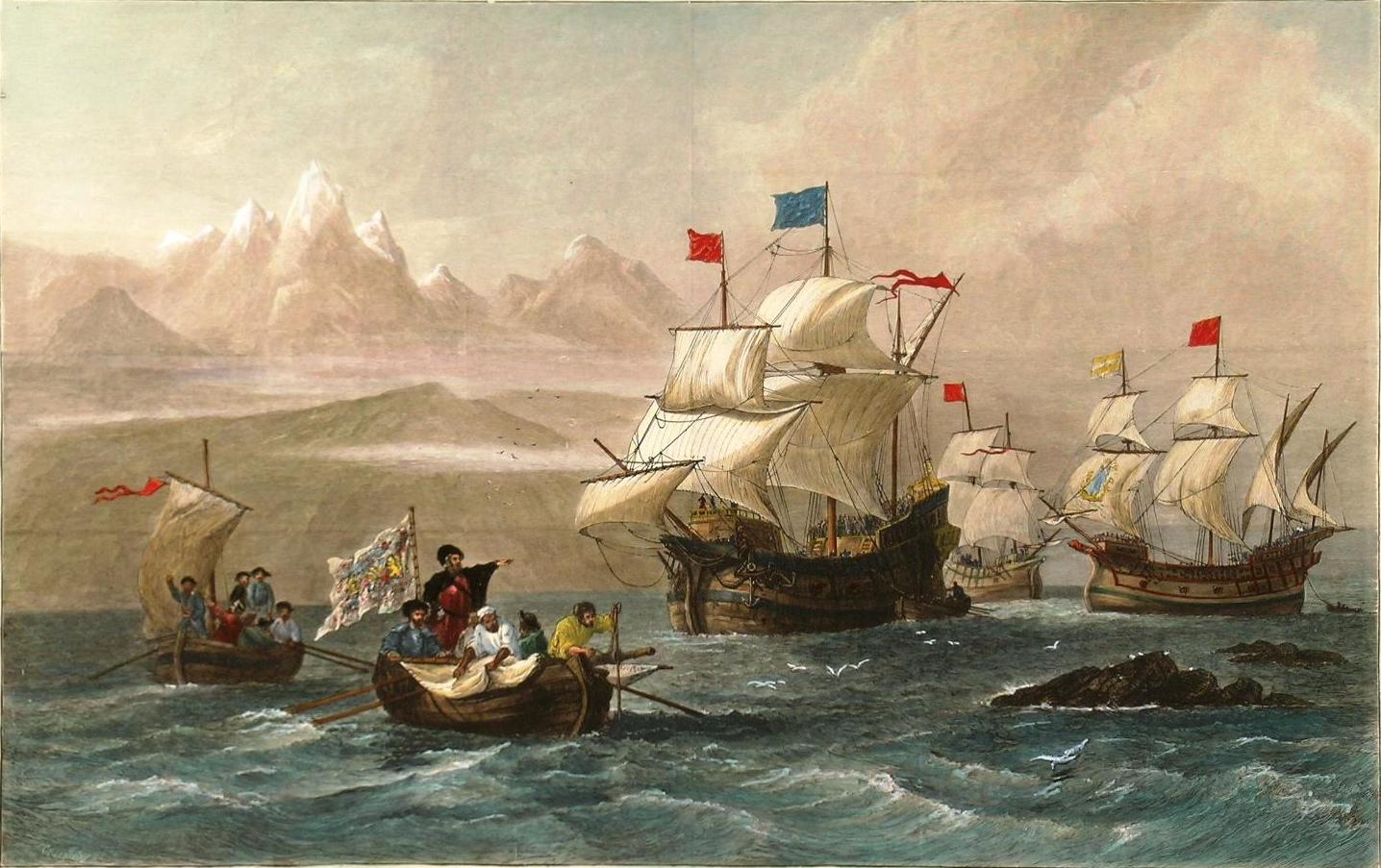
Ontdekking van de Straat van Magellaan in 1520 (prent naar een schilderij van O.W. Brierly uit 1873)

Route van de expeditie door de Straat van Magellaan ("Baie des Sardines" is waar na lang zoeken de uitweg gevonden werd)

Roldán de Argote, een verspaansing van Roeland Vergote of Herregots (Brugge, ca. 1498 – na 1529) was een Vlaamse zeeman en kanonnier. Hij nam in 1519-1523 deel aan de expeditie van Ferdinand Magellaan en werd zo de eerste persoon uit de Nederlanden die rond de wereld voer. Op die tocht was hij misschien degene die in de Straat van Magellaan de doorgang naar de Stille Oceaan waarnam. De heuvel van waarop de waarneming gebeurde, is wellicht naar hem genaamd Campana de Roldán ("Klok van Roeland").

## Leven
Omdat de geschiedschrijvers uit zijn tijd weinig aandacht hadden voor een eenvoudig bemanningslid als Argote, zijn de voornaamste bronnen over hem archiefstukken. Hij monsterde in 1519 aan op de Concepción, een van de vijf schepen die onder bevel van Magellaan een westelijke route naar de Specerijeneilanden gingen zoeken, door aan de zuidkant rond het Amerikaanse continent te varen. De zeelieden werden grotendeels gerekruteerd in Zuid-Spanje, maar kanonniers zoals Argote kwamen veelal uit het noorden van het Habsburgse Rijk, vermoedelijk op instructie van keizer Karel V. Voor de verbinding zorgde mogelijk Cristóbal de Haro, een financier van de expeditie die in Antwerpen had gewoond en wiens broer Diego er nog actief was. Behalve Argote waren er vier andere Spaanse Nederlanders onder de 237 expeditieleden die inscheepten in Sanlúcar de Barrameda. Op de monsterrol werd hij ingeschreven als afkomstig uit Brugge en een zoon van Miguel de Argote en Leonor.
Het plan van Magellaan bestond erin een zuidelijke doorgang te vinden naar wat de Spanjaarden toen de Zuidzee noemden, namelijk de oceaan die Vasco Núñez de Balboa in 1513 had bevaren vanuit Panama. Na veel zoeken en tasten voer Magellaans vloot op 21 oktober 1520 de zeestraat in die zijn naam kreeg, maar door de complexe topografie was lang niet duidelijk of er een uitweg was en waar. De drie overblijvende schepen gingen voor anker in de Sardienenbaai. Er werden regelmatig sloepen uitgezet om inhammen te verkennen. Begin november 1520 nam Argote samen met twaalf anderen plaats in een zo'n verkenningssloep. Anderhalve dag later beklom hij met een klein groepje een heuvel. De cartografie doet vermoeden dat Argote degene was die vandaar als eerste de vaarweg naar de Stille Oceaan ontdekte (de huidige Paso Largo). Ook Herrera vatte de vermelding van Campana de Roldán op de vroegste kaarten (onder meer Diogo Ribeiro op zijn Padrón Real) in die zin op. Nochtans spreken de archieven dat tegen, want de premie van 4.500 maravedíes voor de ontdekking werd toegekend aan "Ocañoa" en Hernando de Bustamante.
Het verdere verloop van de expeditie bleef gevaarlijk. Op de Filipijnen sneuvelde Magellaan in Mactan en moest in Bohol de Concepción worden achtergelaten. Argote stapte over op de Victoria onder het bevel van de nieuwe kapitein-generaal Juan Sebastián Elcano. Door Portugees gebied voeren ze via Kaap de Goede Hoop zo snel mogelijk terug naar Spanje. Gedwongen door ontberingen, deed de Victoria op 10 juli 1522 de Kaapverdische eilanden aan. Argote werd met twaalf gezellen uitgestuurd om zakken kruidnagel te ruilen voor proviand en slaven. De Portugezen zagen dit als een schending van hun monopolie en namen hen gevangen. Elcano voer in allerijl weg met de achttien overblijvers en bereikte op 6 september Sanlúcar. Na bemiddeling van keizer Karel brachten de Portugezen hun gevangenen op 7 oktober naar Lissabon en lieten de meesten vrij. Roldán de Argote, Ocacio Alonso en Simón de Burgos bleven ruim vijf maanden vastzitten en waren pas in juni 1523 terug in Sevilla.
Na zijn terugkeer incasseerde Argote zijn loon en het is gedocumenteerd dat hij handel dreef. Op 10 juni 1523 bood Francisco de Ayamonte hem 750 maravedíes voor een schuld van Francisco de Díaz. In 1525 nam Argote met andere oudgedienden van de expeditie-Magellaan deel aan een nieuwe tocht in een vloot van zeven schepen onder García Jofre de Loaísa. Op basis van de gedane ontdekkingen en het Verdrag van Tordesillas werden de Portugese rechten in de Molukken betwist. Bij een vuurgevecht met de Portugezen op Guam werd de onderkaak van Argote weggeschoten. Hij overleefde de verminking, maar zijn verdere lotgevallen zijn onbekend.

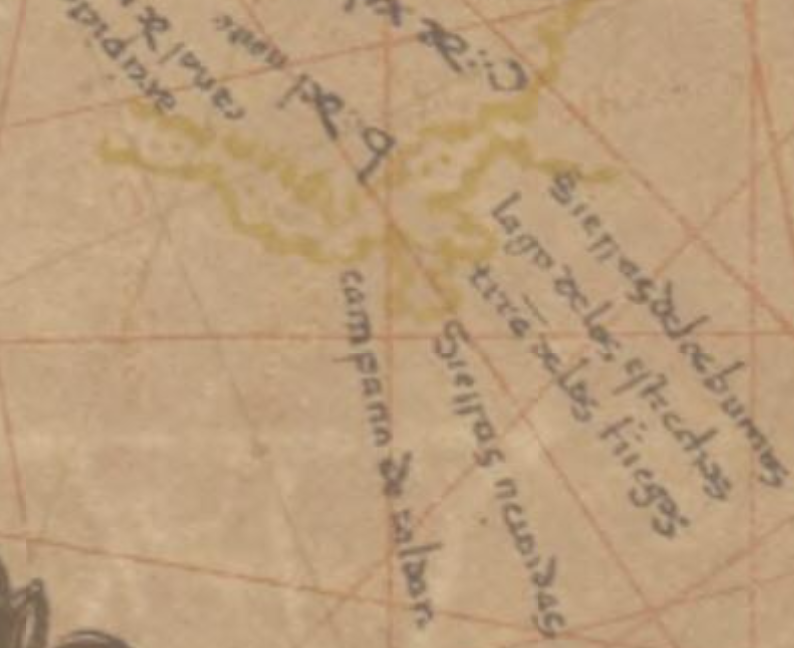
Detail van de kaart van Diogo Ribeiro uit 1529 met onderaan "campana de roldan" als eerste naam van links

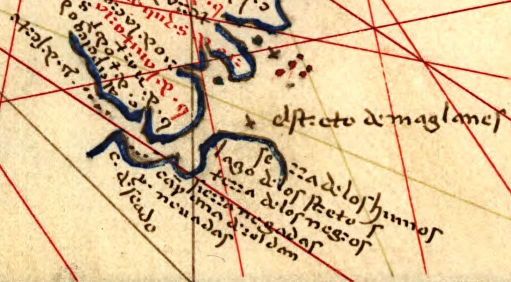
Campana de Roldan is op deze kaart van Battista Agnese uit 1544 te zien als derde links van onder

## Campana de Roldán
De naar Argote vernoemde heuvel is vermeld op Diogo Ribeiro's versie van de Padrón Real. Ook een kaart van Battista Agnese uit 1544 geeft de benaming weer. Daarna volgden kaarten van Gerardus Mercator (Ad usum navigantium, 1569), Abraham Ortelius (1587) en Cornelis Wytfliet (1597).